# Міжнародний кооперативний альянс
Міжнародний кооперативний альянс — неурядова міжнародна організація, яка об'єднує національні, регіональні союзи і федерації кооперативів, головним чином споживчих, кредитних і сільськогосподарських, представляє кооперативний рух по всьому світу. Альянс був заснований в 1895 році в Лондоні. На момент кінця 2010 року в альянс входили 248 кооперативних федерацій та організацій з 92 країн світу, представляючи інтереси понад 700 мільйонів чоловік. Альянс започаткував святкування Міжнародного дня кооперативів, має консультативний статус при ООН.

## Декларація кооперативних принципів
Міжнародний кооперативний альянс на своєму конгресі, присвяченому століттю Альянсу, що проходив у Манчестері, Сполучене Королівство Великої Британії та Північної Ірландії, у вересні 1995 року, ухвалив Декларацію кооперативних принципів, до якої було включено переглянутий комплекс принципів, покликаних служити керівництвом для кооперативних організацій у всіх країнах світу на початку ХХІ ст. Декларація була складена з урахуванням філософської перспективи, в основі якої лежить повага до всіх людей, що живуть на Землі, і впевненість у тому, що вони зможуть покращити своє економічне та соціальне становище шляхом взаємної самодопомоги.
Кооперативний рух вважає, що демократичні процедури, які застосовуються до економічної діяльності, є доцільними, бажаними та ефективними і що обрані на демократичній основі економічні організації відповідають загальному добробуту.

## Визначення
Кооператив - це автономна асоціація осіб, які об'єдналися на добровільній основі з метою задоволення своїх загальних економічних, соціальних і культурних потреб і сподівань і створили демократично контрольоване підприємство, що перебуває у спільній власності.

## Цінності
Кооперативи ґрунтуються на таких цінностях, як самодопомога, особиста відповідальність, демократія, рівноправність, рівність та солідарність. Наслідуючи традиції своїх засновників, члени кооперативів вірять у такі етичні цінності, як чесність, відкритість, відповідальність перед суспільством та турбота про інших людей.

## Принцип 1. Добровільне і відкрите членство
Кооперативи є добровільними організаціями, відкритими для всіх осіб, які можуть використовувати їх послуги та готові взяти на себе всі пов'язані з членством обов'язки без дискримінації за гендерними, соціальними, расовими, політичними чи релігійними ознаками.

## Принцип 2. Демократичний контроль із боку членів
Кооперативи — це демократичні організації, контрольовані їх членами, які беруть активну участь у розробці політики та прийнятті рішень. Чоловіки та жінки, які виконують функції виборних представників, звітують перед членами кооперативів. У первинних кооперативах члени мають рівне право голосу (один член – один голос); кооперативи всіх рівнів також організуються на демократичній основі.

## Принцип 3. Участь членів у економічній діяльності
Основний капітал кооперативу складається із рівних внесків його членів під демократичним контролем. Хоча частина такого капіталу є, як правило, загальною власністю кооперативу. Однією з умов членства у кооперативі є відсутність компенсації чи обмежений розмір компенсації, який отримує члени від внесеного капіталу.
Члени кооперативу виділяють отримуваний прибуток для досягнення однієї або всіх наступних цілей: розвиток кооперативу можливий шляхом створення резервів, хоча б частина яких є неподільною; розподіл доходів серед членів пропорційно їх операціям з кооперативом та підтримка інших видів діяльності, затверджених членами кооперативу.

## Принцип 4. Автономія та незалежність
Кооперативи — це автономні організації, які діють на основі самодопомоги під контролем їх членів. Якщо вони укладають угоди з іншими організаціями, у тому числі з урядами, або вишукують кошти із зовнішніх джерел, вони роблять це на умовах, які забезпечують демократичний контроль з боку їх членів та збереження автономії кооперативів.

## Принцип 5. Освіта, професійна підготовка та інформація
Кооперативи забезпечують освіту та професійну підготовку своїх членів, виборних представників, керівників та працівників, щоб вони могли ефективно сприяти розвитку їх кооперативів. Вони інформують представників широкого загалу, насамперед молодь та лідерів рухів, про характер та результати кооперації.

## Принцип 6. Співробітництво кооперативів
Кооперативи з максимальною ефективністю служать інтересам своїх членів та зміцнюють кооперативний рух шляхом спільної роботи в рамках місцевих, національних, регіональних та міжнародних структур.

## Принцип 7. Турбота про суспільство
Кооперативи діють на основі схваленої їхніми членами політики з метою досягнення сталого розвитку своїх громад.
1. 1 2  Integrated Civil Society Organizations System, Système intégré des Organisations de la Société Civile
2. ↑  https://ica.coop/en/cooperatives/history-cooperative-movement
3. 1 2  Архів преси XX століття — 1908.
4. ↑  https://icaworldcoopcongress.coop/what-is-the-ica/
5. 1 2 3 4 5  (unspecified title) — doi:10.1007/978-0-387-93996-4_692
6. ↑  https://ica.coop/en/about-us/our-members/global-cooperative-network